# Erica atropurpurea
Erica atropurpurea är en ljungväxtart som beskrevs av Dulfer. Erica atropurpurea ingår i släktet klockljungssläktet, och familjen ljungväxter. Inga underarter finns listade i Catalogue of Life.